# باربیل
باربیل (به انگلیسی: Barbil) یک منطقهٔ مسکونی در هند است که در بخش کندوجار واقع شده‌است. باربیل ۸۰ کیلومتر مربع مساحت و ۱۲۵٬۰۰۰ نفر جمعیت دارد و ۴۷۷ متر بالاتر از سطح دریا واقع شده‌است.